# Crapeaumesnil
Crapeaumesnil é uma comuna francesa na região administrativa de Altos da França, no departamento de Oise. Estende-se por uma área de 4,82 km². Em 2010 a comuna tinha 207 habitantes (densidade: 42,9 hab./km²).